# Терри, Майкл
Майкл Деверн Терри (англ. Michael Devern Terry; род. в 1960 году, Талласси, округ Элмор, штат Алабама) — американский серийный убийца, совершивший серию из 6 убийств мужчин и молодых юношей в период с 6 декабря 1985 года по 20 октября 1986 года на территории города Атланта, (штат Джорджия). Свою вину Терри полностью признал. Являлся одним из подозреваемых в совершении убийств детей в Атланте.

## Биография
О ранних годах жизни Майкла Терри известно крайне мало. Известно, что он родился в 1960 году на территории города Талласси (штат Алабама). С раннего детства Майкл имел склонность к полноте, вследствие чего подвергался нападкам со стороны сверстников и в дальнейшем минимизировал социальное взаимодействие с обществом. В силу интровертности, в школьные годы Терри имел проблемы с коммуникабельностью и вел затворнический образ жизни, вследствие чего не пользовался популярность в школе и округе. В 1976 году, незадолго до окончания 10-го класса он бросил школу, после чего начал вести маргинальный образ жизни и зарабатывать на жизнь случайными заработками. В 1980 году он переехал в Атланту, где провел несколько месяцев, ведя бродяжнический образ жизни. Начиная с 1980-го года Майкл Терри несколько раз подвергался арестам по таким обвинениям, как ограбление, совершении кражи, нападение с применением насилия и незаконное хранение оружия. В 1984 году при поддержке знакомого Терри нашел съемное жилье и устроился на работу автослесарем в один из автосервисов Атланты. В этот период коллегами по работе и знакомыми Терри  характеризовался крайне неоднозначно. Согласно их свидетельствам, Терри добросовестно выполнял свои рабочие обязанности и находясь в обществе людей никогда не демонстрировал агрессивного или девиантного поведения по отношению к кому-бы то ни было. Коллеги по работе утверждали, что Терри периодически посещал совместно с ними один из баров, где они употребляли алкогольные напитки, однако большую часть времени он демонстрировал полную отрешённость от происходящего вокруг, а при  попытках взаимодействия с ним пребывал в состоянии крайнего дискомфорта. Сосед Терри по социально жилищному комплексу заявил полиции после его ареста, что большую часть своего свободного времени Майкл Терри проводил у себя в квартире в полном одиночестве,  покидая ее по вечерам для прогулок по улицам Атланты. Мужчина утверждал, что с 1984 года никогда не видел Терри в компании с девушкой или в компании с другим мужчиной. Из-за внушительного телосложения, Терри был известен под прозвищем «Мистер Ти», данному ему в честь американского актёра и рестлера.

## Серия убийств
Все жертвы Майкла Терри являлись чернокожими мужчины, занимающиеся гомопроституцией. Тела убитых Терри оставлял на улицах Атланты, практически не применяя никаких усилий для их сокрытия. После совершения убийств Терри проводил над телами жертв различные постмортальные манипуляции. В частности придавал им унизительные позы и обнажал их тела от талии до ног.
- 24-летний Ричард Уильямс. Был убит 6 декабря 1985 года выстрелом в затылок. Кроме этого Майкл Терри нанес ему два удара ножом в область груди.

- 21-летний Кертис Ли Браун. Был убит 14 декабря 1985 года двумя выстрелами в голову. Во время расследования его убийства полиция Атланты на основании результатов криминалистической экспертизы установила, что Браун и Уильямс были убиты из одного и того же пистолета[6].

- 31-летний Элвин Джордж. Был убит 20 марта 1986 года, получив несколько ножевых ранений в область шеи. Тело Джорджа Майкл Терри сбросил недалеко от своего дома.

- 18-летний Джейсон МакКолли. Был убит несколькими ударами ножа 6 апреля 1986 года примерно в том же месте, где ранее терри убил Элвина Джорджа.

18-летний Джордж Уиллингем. Был убит 13 сентября 1986 года двумя выстрелами в голову. Кроме этого Терри нанес ему два удара ножом в область груди. Тело жертвы Терри сбросил на пустыре недалеко от одного из шоссе, куда он преднамеренно заманил его для занятия сексом.
- 20-летний Дэрил Уильямс. Был застрелен 20 октября 1986 года[7].

## Арест
Тот факт, что полиция не увидела непосредственной закономерности в убийствах 6 мужчин, объяснялся несколькими факторами. Две жертвы были зарезаны, остальные застрелены. Все убийства  произошли в четырех широко разбросанных частях города и были поручены шести разным детективам, работавшим в три разные смены. Более того, жертвами были чернокожие мужчины в возрасте от 18 до 30 лет. По данным Бюро судмедэкспертизы округа Фултон, около 70 процентов случаев убийств в округе связаны с чернокожими мужчинами, находившимися в возрасте от 20 до 30 лет. По словам лейтенанта Хорас Уокер из  отдела по расследованию убийств полиции Атланты, прорыв в деле произошел после того, как результаты криминалистическо-баллистических экспертиз показали, что в четырех убийствах использовались одни и те же два пистолета. Два тела были обнаружены за социально-жилищным комплекосм, где проживал Майкл Терри. В ходе расследования были изучены личности всех мужчин, проживающих в здании, которые ранее подвергались уголовной ответственности, после чего Терри попал в число подозреваемых, так как ранее был судим за незаконное хранение оружие и нападение. Майкл  Терри был арестован 26 ноября 1986 года на своем рабочем месте, после чего был доставлен в полицейский участок, где ему были предъявлены обвинения в совершении 6 убийств. Во время ареста он сопротивления не оказал. Оказавшись в полицейском участке, Терри во время допроса полностью признал свою вину в совершении всех 6 убийств, однако не смог уточнить мотива своих действий. Согласно его утверждениям, все жертвы добровольно знакомились с ним на улицах города, после чего предлагали ему оказание интимных услуг в обмен на деньги. Терри заявил, что все убийства совершил после окончания половых актов с жертвами. Во время расследования выяснилось, что все убитые мужчины и юноши не являлись гомосексуалистами. Все они имели отношения с девушками и женщинами, а ряд были официально женаты и имели детей. По словам сотрудников правоохранительных органов, все жертвы Терри занимались гомопроституцией - используя это как всего лишь один из источников альтернативного дохода материальных средств.
Так как среди жертв Майкла Терри были молодые люди, в том числе два 18-летних парня, полиция Атланты проверяла Терри на причастность к совершению убийств детей в Аталнте, которые происходили в городе в период с с 25 июля 1979 года по 21 мая 1981 года. Пик убийств пришелся на 1980 год, когда Терри переехал в Атланты с территории штата Алабама. Впоследствии  причастность Майкла Терри к совершению убийств детей доказана не была.

## Суд
Адвокаты Терри подали ходатайство о проведении нескольких судебных процессов, которое было удовлетворено. Судебный процесс по обвинению Терри в совершении убийств Джорджа Уиллингема, Ричарда Уильямса и Кертиса Ли Брауна открылся в начале 1987 года. Терри во время суда заключил с прокуратурой округа Фултон соглашение о признании вины. В обмен на невынесение смертного приговора, он полностью признал свою вину в совершении убийств, после чего 20 февраля 1987 года получил в качестве уголовного наказания пожизненное лишение свободы с правом условно-досрочного освобождения по отбытии 30 лет тюремного заключения. В июне 1988 года на территории округа Фултон состоялся второй судебный процесс по его обвинению в совершении убийств Дэрила Уильямса, Элвина Джорджа и Элвина Мак Колл. Как и в предыдущем случае, Терри полностью признал свою вину, после чего 10 июня того же года он был приговорен еще к 3 пожизненным срокам с правом условно-досрочного освобождения.